# Cuore e Denari
Cuore e Denari è stata una trasmissione radiofonica in onda su Radio 24 dal lunedì al venerdì dalle 10.30 alle 12.10, condotta da Nicoletta Carbone e Debora Rosciani.
Il programma approfondiva, anche grazie agli interventi di ospiti ed esperti, tematiche collegate alla salute e all'economia, rapportate all'attualità e alla vita quotidiana.
All'interno della trasmissione erano presenti aggiornamenti sull'andamento delle borse, nella rubrica Borse in diretta. Inoltre, il giovedì, veniva presentata la rubrica Investire Informati, con l'intento di far conoscere agli ascoltatori i principali strumenti finanziari, orientandoli nel mondo del risparmio e dell'investimento.

## Storia
La prima puntata del programma è andata in onda il 7 ottobre 2013. In precedenza Nicoletta Carbone presentava Essere e Benessere, mentre Debora Rosciani conduceva la trasmissione Salvadanaio. In seguito le tematiche di questi due programmi distinti, sono confluite all'interno di Cuore e Denari.
Dopo quattro edizioni, il 28 luglio 2017 è andata in onda l'ultima puntata del programma. A partire da settembre 2017 Debora Rosciani presenterà Due di Denari, insieme a Mauro Meazza, in uno spazio quotidiano dalle 11.00 alle 12.00.